# Call Me (canção de Blondie)
"Call Me" é uma canção da banda estadunidense de new wave Blondie e tema do filme American Gigolo, de 1980. Lançada no início de 1980 como single, "Call Me" foi número um por seis semanas consecutivas na Billboard Hot 100, tornando-se o single de maior sucesso da banda e seu segundo número um. A faixa também chegou ao topo das paradas britânica e canadense, em que se tornou o quarto e o segundo single da banda a alcançar o topo, respectivamente. Nas paradas musicais do fim de ano de 1980, a canção foi o hit número um da Billboard sendo, segundo a revista, o single mais vendido do ano. Segundo a RPM, foi o terceiro.